# Acta Eruditorum

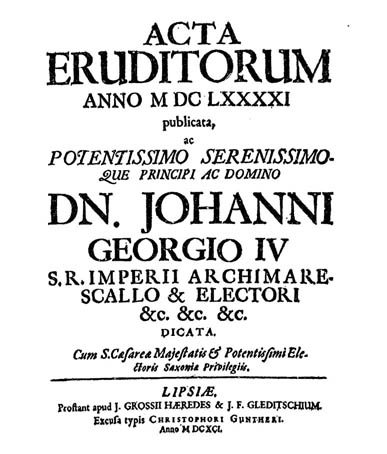

Acta Eruditorum foi uma revista científica mensal alemã publicada entre 1682 e 1782, fundada em Leipzig por Otto Mencke, que foi o primeiro editor.

## História
A Acta Eruditorum foi fundada em 1682 em Leipzig por Otto Mencke, que se tornou seu primeiro editor, com o apoio de Gottfried Leibniz em Hanover, que contribuiu com 13 artigos nos primeiros quatro anos da revista. Foi publicado por Johann Friedrich Gleditsch, com patrocínio do Duque da Saxônia, e usou o padrão das revistas já existentes: Journal des savants, francesa, e a italiana Giornale de'letterati. A revista era publicada mensalmente, inteiramente em latim, e continha trechos de novos escritos, resenhas, pequenos ensaios e notas. A maioria dos artigos foi dedicada às ciências naturais e matemática, incluindo contribuições (além de Leibniz) de, por exemplo, Jakob Bernoulli, Humphry Ditton, Leonhard Euler, Ehrenfried Walther von Tschirnhaus, Pierre-Simon Laplace e Jérôme Lalande, mas também de humanistas e filósofos como Veit Ludwig von Seckendorff, Stephan Bergler, Christian Thomasius e Christian Wolff.
Após a morte de Otto Mencke em 1707, Acta Eruditorum foi dirigido por seu filho, Johann Burckhardt Mencke, que faleceu em 1732. A revista mudou de nome nessa época e passou a se chamar Nova Acta Eruditorum. Desde 1756 foi liderado por Karl Andreas Bel.

## Papel na Guerra do Cálculo
Embora Mencke tenha trocado cartas e publicações com Isaac Newton, Newton não era correspondente da Acta. A disputa entre Newton e Leibniz sobre o crédito para o desenvolvimento do cálculo diferencial começou com uma contribuição de Leibniz para a edição de maio de 1697 da Acta Eruditorum, em resposta a Fatio de Duillier, sentindo-se desprezado por ter sido omitido da lista de Leibniz dos melhores matemáticos da Europa, anunciaram que Newton havia descoberto o cálculo antes de Leibniz e o último provavelmente até confiou nas realizações de Newton. Na seguinte disputa acirrada, Acta em geral, agiu como porta-voz do acampamento de Leibniz, da mesma forma que Philosophical Transactions fez para o de Newton. Mencke tentou suavizar a disputa, mas as refutações de ambos os lados foram muito fortes. "Onde Mencke era impotente para ditar a melodia, ele fez o possível ao menos para definir o tom", diz H. Laeven em sua descrição da linha. Esta disputa também influenciou Acta a expressar os sentimentos de coesão nacional e definir a bolsa de estudos alemã dentro do campo de influência internacional.